# Opsiphanes ledon
Opsiphanes ledon är en fjärilsart som beskrevs av Hans Fruhstorfer 1912. Opsiphanes ledon ingår i släktet Opsiphanes och familjen praktfjärilar. Inga underarter finns listade i Catalogue of Life.